# Chivor
Chivor es un municipio situado en el extremo sur oriente de la Provincia del Oriente, en el Departamento de Boyacá, Colombia. Cuenta actualmente con 2.126 habitantes y tiene una temperatura de 18°C.

## Toponimia

### Origen lingüístico[3]
- Familia lingüística:
- Lengua:

### Significado
En una aproximación se dice que la palabra Chivor en lenguaje chibcha significa “tierra verde y rica”. Chivor posiblemente pertenece a la lengua general Muisca y presenta los vocablos chi “nosotros” bo “divinidad, dios”.

### Origen / Motivación
Chivor es un término otorganado por los indígenas Muiscas, una expresión que ha trascendido en el tiempo, designando literalmente una propiedad colectiva suprema, generadora de vida. Así, la región de nuestro Dios representa la gran riqueza de recursos naturales que brotan de las montañas del municipio, forjando el sentido de productividad que caracteriza a las tierras de la provincia de Oriente.

## Historia
Chivor, “Tierra verde y rica” en legua indígena, pueblo insignia del Valle de Tenza, Boyacá y Colombia por sus hermosas esmeraldas.
Las imponentes montañas que lo rodean fueron testigo del descubrimiento y redescubrimiento de las minas históricamente más antiguas del país; en 1537 las tropas de Quesada dieron con el poblado de “Chiriví” (tierras del cacique Sumindoco) en camino de la mítica expedición en busca del dorado, reconociendo a Chivor como uno de los hallazgos más relevantes poco contados de dicha travesía.
Posteriormente el redescubrimiento de las minas da paso a innumerables hechos históricos dentro del mundo minero, como las vivencias en suelo chivoreño plasmadas en la novela Fuego Verde escrita por el minero aventurero Peter W. Rainier, o como el hallazgo de Patricia, una preciosa esmeralda de 632,00 quilates, 8 centímetros de alto y 5,5 centímetros de diámetro, descubierta por el Chivoreño por Justo Daza en 1920, hoy reposa en el Museo de Historia Natural de Nueva York (Estados Unidos) por donación del Sr. Fritz Klein quien daba manejo legal a la explotación en dicha fecha.
Perteneciendo en sus inicios a Somondoco y luego a Almeida, nace como municipio gracias a la bondad de Florencio Novoa quien en 1908 loteó su finca para la construcción de las primeras viviendas, escuela e iglesia y gracias a los esfuerzos de Ernesto Rodríguez, que promovieron su fundación legal como el municipio 123 de Boyacá y el más joven el departamento, mediante ordenanza 023 de 1990.
Aunque su fama gira alrededor de las preciosas piedras preciosas, este no es motivo suficiente para que sea reconocido al nivel regional y nacional, Chivor cuenta con toda la variedad de pisos térmicos a excepción de nevado, lo cual da paso a diversos puntos de incalculable valor ecoturístico, cultural y artesanal. información obtenida del libro de historia y cultura del municipio de Chivor "Chivor, Todo Lo Que Somos"

## Símbolos

### Himno
CORO
Que viva el Pueblo que nos vio nacer
tierra de libertad, de paz y amor;
ciudad de la esmeralda en Boyacá,
eres en Colombia la más tierna flor.
Fuiste la cuna de todos tus hijos,
la obra más esbelta que Dios hizo;
con tus parque y calles adornadas,
con tus jardines como un paraíso.
I
En el Valle de Tenza está Chivor,
el pueblo bello que nos vio nacer;
colmado de belleza incomparable,
esplendoroso cual un amanecer.
Por tus calles humildes transitaron
todos los hombres que te dieron la gloria,
aquellos que lucharon incansables
ilustres hijos y héroes de tu historia.
CORO
II
Por las mañanas cuando nace el sol
allá en la cima de sólidas montañas,
tus verdes campos se llenan de fulgor
y el aire besa las humildes cabañas,
tus puras aguas que ruedan fugitivas
alegres surcan los bellos paisajes;
y en la rosa de verde esmeralda
brilla como el sol en los parajes.
CORO
III
Son tus montañas la fuente de riqueza
donde está la flora y la fauna;
y tus quebradas corrientes cristalinas
nacen y se ocultan como la Luna,
al pasar por el oriente boyacense
tu hallarás el pueblito de mi amor,
en medio de tan hermosos paisajes
que son el alma del pobre labrador.
CORO
IV
Pueblo bendito de la Luna y el Sol,
al que llevamos en el corazón,
porque eres nuestra patria chica
nuestro refugio y nuestra gran mansión.
Quiero morir en tus calles tranquilas
bajo tu cielo azul lleno de gozo,
con un suave replicar de campanas
y las notas de tu himno jubiloso.
CORO
LETRA: Marco Lino Daza B.
MÚSICA: Efraín Medina Mora.
Símbolo adoptado mediante acuerdo municipal 023 del 18 de diciembre de 2020

### Escudo
Símbolo adoptado mediante acuerdo municipal 023 del 18 de diciembre de 2020, el escudo se planteó como una composición orgánica alrededor de la cultura minera y riqueza natural del municipio:
- En el grito de guerra se indica la denominación Municipio de Chivor, seguido debajo del año de erección del municipio 1990 en oro, en fondo sinople.
- En el blasón se muestra la esmeralda, símbolo por excelencia como piedra preciosa.
- En el pedestal, tiene cuatro azadas rodeando al número 123 indicando su posición en oro dentro de las municipalidades de Boyacá
- En los soportes (laterales) se ubican (de abajo hacia arriba) como si emergieran de los picos, una serie de hojas, símbolo de nuestra riqueza natural como fuente de medicina, belleza estética, madera, techo, trabajo y alimento. En medio de las hojas y los picos inferiores se alojan siete esferas doradas significado de riqueza natural, cultural y social, fruto de la tierra chivoreña. Al lado de los soportes, los colores oro y azur como complemento de los tonos verdes del escudo se encuentran en las letras y números dorados de este, en las cintas izquierda y derecha que emergen de las hojas.
- En el lema (parte inferior) se indica los valores futuro, paz y progreso en fondo sinople, divididas en tres dobleces frontales sostenida por seis trozos de esmeralda en bruto alargados.

### Bandera
Símbolo adoptado mediante acuerdo municipal 023 del 18 de diciembre de 2020, la bandera del municipio de Chivor se compone de tres colores fundamentales, manejados con una saturación media que genera consistencia tonal y seriedad institucional: 
- El triángulo verde, además de representar el fuerte color esmeralda, representa esperanza, la alegría de sus montañas, riqueza natural, tierra fértil y fecunda que da sus frutos bajo la mano de sus gentes laboriosas.
- El diagonal oro, significa claridad de luz, antorcha viva que ilumina el pensamiento, libertad, generosidad, horizontes abiertos, riqueza y abundancia de sus tierras. La estrella que se ubica en el centro de la bandera, justo en medio de la franja amarillo oro se planteó en sus principios con un tono blanco, que fue modificado por tonos grises que dan tridimensionalidad y resalto.
- El triángulo azul representa el reflejo de sus cielos en el espejo tranquilo de sus aguas, y la página azul de sus memorias, digna de su raza que evoluciona a pasos agigantados.

## Geografía

### División administrativa
Las veredas que componen el municipio son: Alimentos, Camoyo, Centro, Chivor Chiquito, El Pino, Guali, Higuerón, Jagua- La Playa, La Esmeralda, La Esperanza, San Cayetano, San Martin, San Francisco, Sinaí.

### Límites municipales
Chivor está delimitado por los siguientes municipios, excepto su lado sur y suroccidental con Cundinamarca:
| Noroeste: Almeida                   | Norte: Límite entre Almeida y Macanal                             | Nordeste: Macanal    |
| Oeste: Guayatá                      |                                                                   | Este: Santa María    |
| Suroeste: Ubalá (A) ( Cundinamarca) | Sur: Gachalá ( Cundinamarca) (Inspección de Palomas) (Río Guavio) | Sureste: Santa María |

## Economía
Agrícola: La principal actividad económica del municipio de Chivor es la agricultura, predominando los cultivos de mora, lulo, maíz, yuca, plátano, caña de azúcar, papa, frutales, café.
Minera: Es el segundo renglón de la economía, especialmente la explotación de esmeraldas que son apetecidas a nivel nacional e internacional.  A este sector se debe la presencia de la población flotante.
Ganadera: Es el tercer renglón de la economía; las especies más significativas son el ganado bovino, aves y porcinos.
Comercial: En el área urbana existen 32 establecimientos comerciales, una bodega  y un banco y en el área rural existen 13 establecimientos comerciales, los cuales en su mayor parte se centran en la zona esmeraldífera. También posee talleres de mecánica automotriz, latonería y pintura; talleres de ornamentación y confecciones de ropa; servicio de despulpado de fruta y tostadora de café.

## Cultura y turismo

### Fiestas patronales
La Patrona del municipio es la Virgen del Pilar de Gualí, sin embargo, cabe anotar que la iglesia ubicada en el casco urbano tiene como patrón el Corazón de Jesús convirtiendo estas celebraciones en las más importantes.

### Gastronomía
La comida típica más significativa de los chivoreños es la siguiente:  La arepa, los tamales, los chicharrones de cuajada, la yuca y plátano en almíbar, vísceras con verduras y el picao, la chicha, el guarapo, la carne asada, se encuentra en algunas partes influenciada por la tradicional llanera y la gallina campesina que se convierte en un plato para celebrar ocasiones especiales o realizar homenajes.

### Sitios de interés turístico y cultural
Las Minas, la Virgen del Pilar, Vereda Gualí, el Pinal, Acueducto indígena – sequía, Cascada del 70, Cueva Mundial, Embalse la Esmeralda, Piedra del Púlpito, Puente Piedra o Cuerva del infierno, Casa de Florencio Novoa (Fundador del Municipio), Casa Hotel La Macarena, Casa Hotel Valle de Tenza, Cuchilla de San Cayetano, Casa Chivor, Ludoteca Municipal y Cementerios indígenas.